# Jouvence (roman)
Pour les articles homonymes, voir Jouvence.
Jouvence (titre original : After Many a Summer) est un roman publié en 1939 par Aldous Huxley (Royaume-Uni). Il est vraisemblablement inspiré, comme son titre anglais le laisse supposer, du poème d’Alfred Tennyson Tithon, paru en 1860.

## Résumé
Un milliardaire mégalomane et borné s'associe à son médecin pervers et à sa courtisane pour se mettre en quête de la jeunesse éternelle. Un érudit anglais quelque peu déphasé, un écrivain philanthrope et un jeune médecin utopiste participent à cette quête onirique de l'immortalité.
La narration est assurée de l'intérieur d'un idiot dans le néo-château-fort bétonné de Jo Stoyte, avec ses carmélites déchaussées et ses laboratoires souterrains. La jeunesse éternelle, à défaut d'argent, et surtout, une mort esthétisée, dédramatisée à l'extrême et pourtant obsédante deviennent un écran afin de rechercher dans l'hyperréalité une sorte d'échappatoire.

## Autour du roman
Ce livre apparaît dans le film A Single Man (2010) de Tom Ford.

## Récompenses
1939 - Prix James Tait Black